# Ервандиды
Ервандиды, Оронтиды, Ервандуни или Ервандаканы (арм. Երվանդունիներ, др.-греч. Ὀρόντης, перс. اروندی‎; ок. 570 или 520 — 200 гг. до н. э., в Софене до 94 г. д.н.э., в Коммагене до 72 г. н.э.) — армянская династия, правившая с 401 г. до н. э. в качестве персидских (ахеменидских) сатрапов Армении, в 323—200 гг. до н. э. в качестве царей Айраратского царства. Согласно Страбону («География», XI,14, 15), происходила от персидского вельможи Гидарна Старшего, одного из семи убийц Лже-Смердиса. Её ответвлением иногда считается правившая Арменией во II—I вв. до н. э. династия Арташесидов. Кроме того, династия Ервандуни управляла Малой Арменией. Династия также правила в таких месопотамских царствах как Коммагена, Осроена, Гордиена, Адиабена, Софена.
Ответвлением династии Ервандидов является армянский княжеский, царский и византийский императорский род Арцрунидов и Багратиды.

## Название

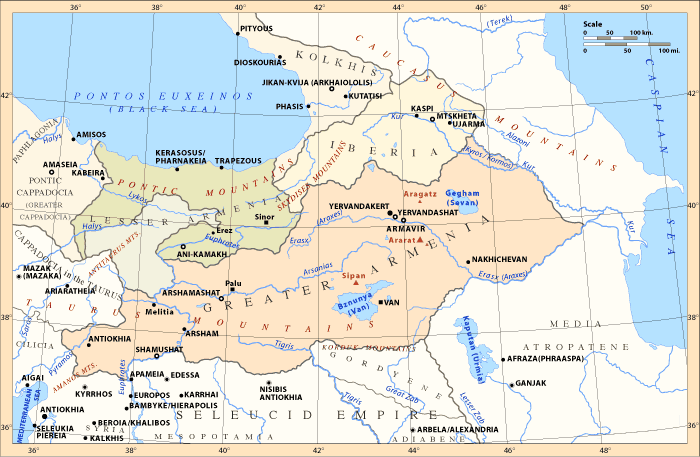
Государство Ервандидов в IV—II вв. до н. э.

На армянском языке название династии звучит как Ервандуни́. «Оронтиды», греческий вариант имени династии, является эллинизированной формой мужского персидского имени (перс. اروند -Арванд‎, др. арм.Երուանդ — Еруанд), полученного из авестийского aurand/aurvant и означающего «могучий», «герой».

### Возвышение. Эпоха сатрапов

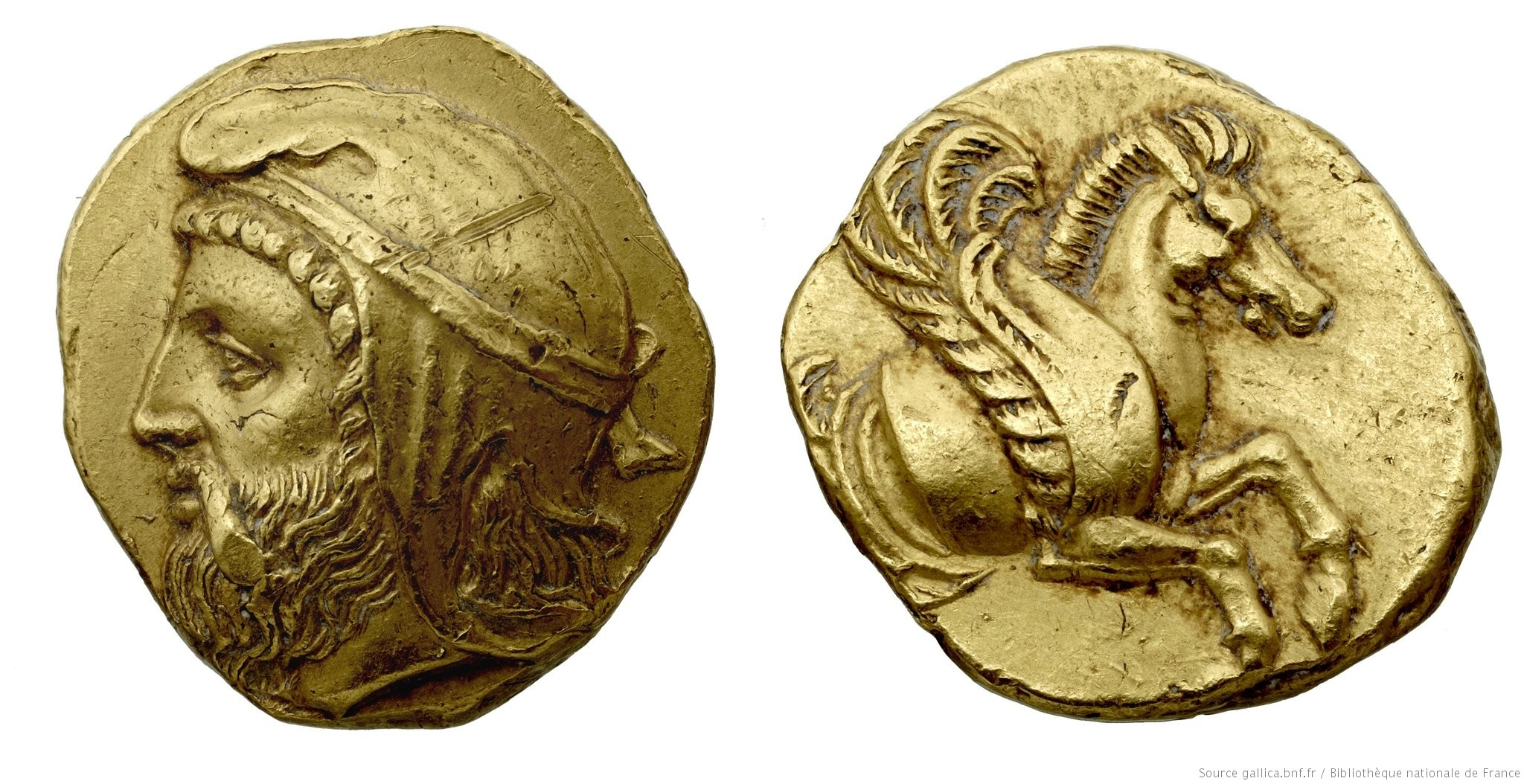
Золотая монета, приписываемая Ерванду I, 360-е до н. э.

## Ервандиды в армянской традиции

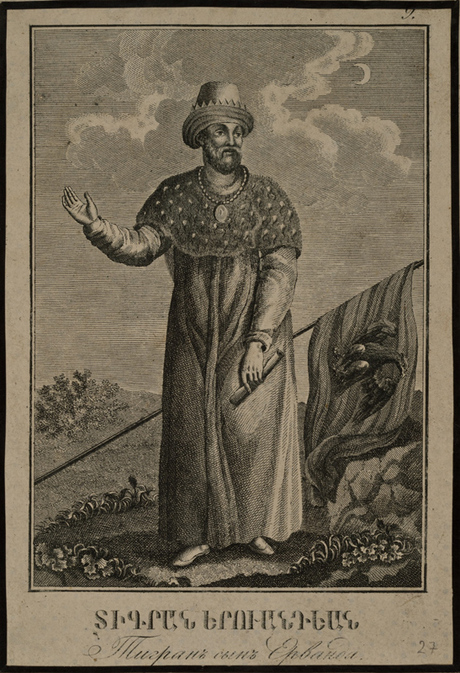
Тигран I Ервандид. Иллюстрация XIX века.

### Цари Айрарата и Софены

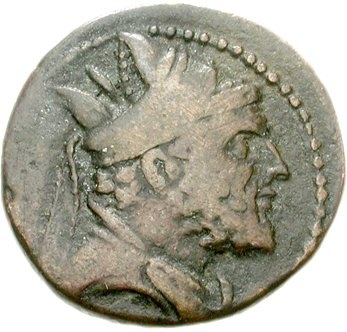
Монета царя Софены Абдисара, 210 год до н. э.

## Ветвь царей Коммагены

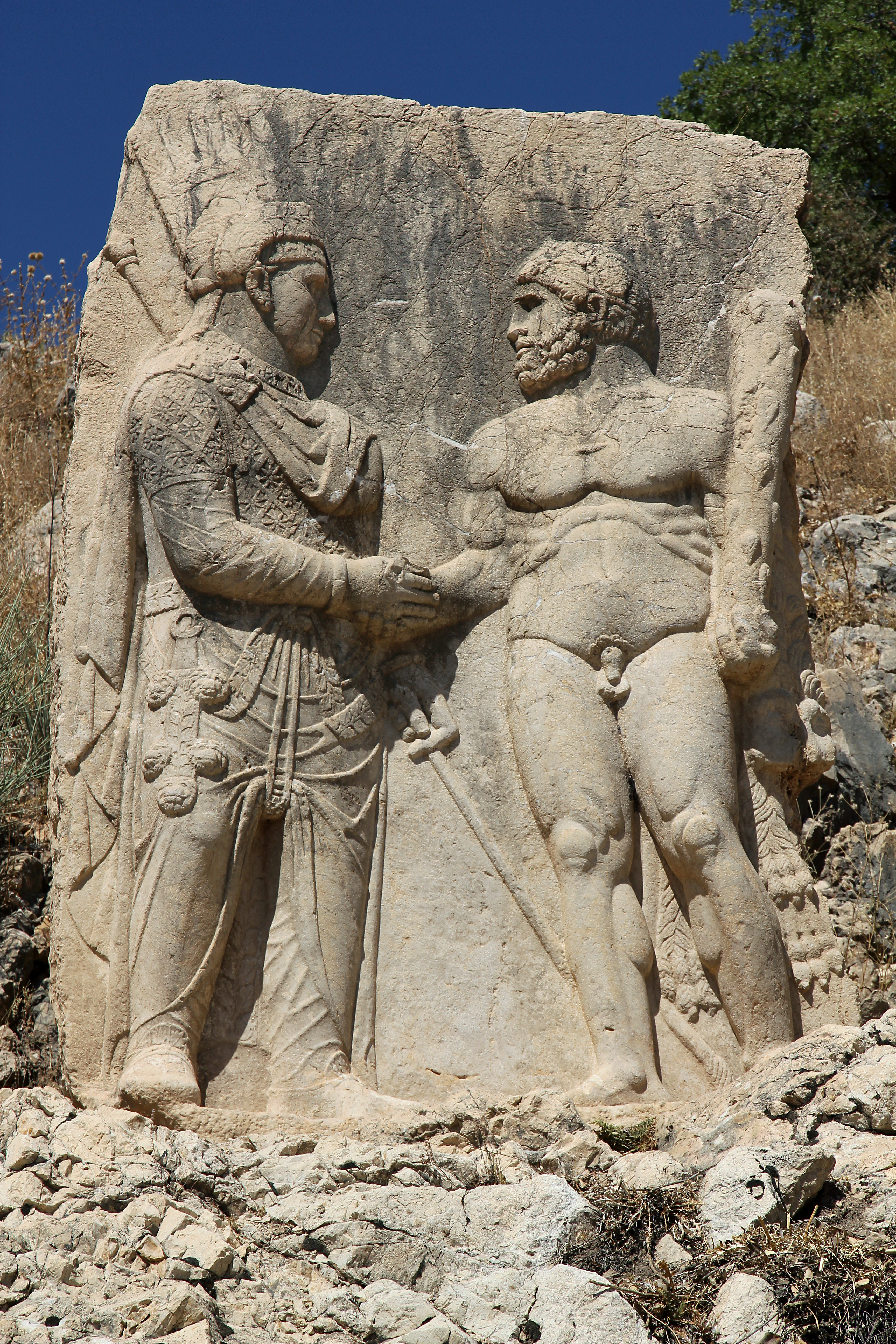
Царь Коммагены Антиох I, I век до н. э.

## Происхождение